# Řazení slučováním

Řazení slučováním v akci na několika náhodných číslech

Řazení slučováním, známé také pod anglickým názvem merge sort, je řadicí algoritmus, jehož průměrná i nejhorší možná časová složitost je (O(N log N)). Algoritmus je velmi dobrým příkladem programátorské metody rozděl a panuj.
Algoritmus vytvořil v roce 1945 matematik John von Neumann.

## Algoritmus
Algoritmus pracuje následovně:

Řazení pole s obsahem 7 čísel

1. Rozdělí neseřazenou množinu dat na dvě podmnožiny o přibližně stejné velikosti.
2. Seřadí obě podmnožiny.
3. Spojí seřazené podmnožiny do jedné seřazené množiny.

## Implementace v pseudokódu
```
function
 razeni_slucovanim(m)
    
var
 
list
 levy, pravy
    
if
 length(m) ≤ 1
        
return
 m
    
else

        stred = length(m) / 2
        
for each
 x 
in
 m 
up to
 stred
            add x to levy
        
for each
 x 
in
 m 
after
 stred
            add x to pravy
        levy = razeni_slucovanim(levy)
        pravy = razeni_slucovanim(pravy)
        vysledek = sloucit(levy, pravy)
        
return
 vysledek
```

Existuje několik variant pro funkci sloucit(), toto je nejjednodušší varianta:
```
function
 sloucit(levy,pravy)
    
var
 
list
 result
    
while
 length(levy) 
>
 0 
and
 length(pravy) 
>
 0
        
if
 first(levy) ≤ first(pravy)
            append first(levy) to result
            levy = rest(levy)
        
else

            append first(pravy) to result
            pravy = rest(pravy)
    
while
 length(levy) 
>
 0 
        append levy to result
        levy = rest(levy)
    
while
 length(pravy) 
>
 0 
        append pravy to result
        pravy = rest(pravy)
    
return
 result
```

## Příklad
Zde je názornější ukázka za pomocí STL algoritmu std::inplace_merge knihovny jazyka C++.
```
#include
 
<iostream>

#include
 
<vector>

#include
 
<algorithm>

int
 
main
(
void
)

{

        
std
::
vector
<
unsigned
>
 
data
;

        

        
for
(
unsigned
 
i
 
=
 
0
;
 
i
 
<
 
10
;
 
i
++
)

                
data
.
push_back
(
i
);

        
std
::
random_shuffle
(
data
.
begin
(),
 
data
.
end
());

        
std
::
cout
 
<<
 
"Initial: "
;

        
for
(
unsigned
 
i
 
=
 
0
;
 
i
 
<
 
9
;
 
i
++
)

                
std
::
cout
 
<<
 
data
.
at
(
i
)
 
<<
 
" "
;

        
std
::
cout
 
<<
 
data
.
at
(
9
)
 
<<
 
"."
 
<<
 
std
::
endl
;

        
for
(
unsigned
 
m
 
=
 
1
;
 
m
 
<=
 
data
.
size
();
 
m
 
*=
 
2
)

        
{

                
for
(
unsigned
 
i
 
=
 
0
;
 
i
 
<
 
data
.
size
()
 
-
 
m
;
 
i
 
+=
 
m
 
*
 
2
)

                
{

                        
std
::
inplace_merge
(

                                
data
.
begin
()
 
+
 
i
,

                                
data
.
begin
()
 
+
 
i
 
+
 
m
,

                                
data
.
begin
()
 
+
 
std
::
min
<
unsigned
>
(
i
 
+
 
m
 
*
 
2
,
 
(
unsigned
)
data
.
size
()));

                
}

        
}

        
std
::
cout
 
<<
 
"Sorted:  "
;

        
for
(
unsigned
 
i
 
=
 
0
;
 
i
 
<
 
9
;
 
i
++
)

                
std
::
cout
 
<<
 
data
.
at
(
i
)
 
<<
 
" "
;

        
std
::
cout
 
<<
 
data
.
at
(
9
)
 
<<
 
"."
 
<<
 
std
::
endl
;

        
return
 
0
;

}

```

Pro porovnání, zde je funkcionální varianta programu zapsaná v jazyce Haskell:
```
mergeSort
 
[]
 
=
 
[]

mergeSort
 
[
x
]
 
=
 
[
x
]

mergeSort
 
s
 
=
 
merge
 
(
mergeSort
 
u
)
 
(
mergeSort
 
v
)

                
where
 
(
u
,
v
)
 
=
 
splitAt
 
(
n
 
`
div
`
 
2
)
 
s

                      
n
     
=
 
length
 
s

merge
 
s
 
[]
 
=
 
s

merge
 
[]
 
t
 
=
 
t

merge
 
(
x
:
u
)
 
(
y
:
v
)
 
=
 
if
 
x
 
<=
 
y
 
then
 
x
 
:
 
merge
 
u
 
(
y
:
v
)

                              
else
 
y
 
:
 
merge
 
(
x
:
u
)
 
v

```

## Srovnání s ostatními řadicími algoritmy
Velkou nevýhodou oproti algoritmům stejné rychlostní třídy (např. řazení haldou) je, že řazení slučováním pro svou práci potřebuje navíc pole o velikosti N. Existuje sice i modifikace algoritmu, která toto pole nepotřebuje, ale její implementace je velmi složitá a kvůli vysoké režii i pomalá. Kromě toho je řazení slučováním ve většině případů pomalejší než rychlé řazení nebo řazení haldou.
Na druhou stranu je řazení slučováním stabilní řadicí algoritmus, lépe se paralelizuje a má vyšší výkon na sekvenčních médiích s nižší přístupovou dobou. Velkou výhodou proti rychlému řazení je, že čas potřebný pro řazení je téměř nezávislý na počátečním seřazení posloupnosti. Vyšší spotřeba paměti není tak velkým problémem jak se může na první pohled zdát, protože při řazení nemusíme manipulovat přímo s položkami řazeného pole, ale pouze s polem indexů, které v paměti většinou zabírá mnohem méně místa. Při použití více indexů můžeme každý index seřadit podle jiného kritéria, což ale není specifické pro řazení slučováním a běžně se používá v databázových indexech. Něco jiného je, že konkrétní řazení může být podle víc kritérií, obvykle zkombinovaných lexikograficky, což ale také není specifické pro tento algoritmus. V mnoha implementacích programovacích jazyků je řazení slučováním implicitním řadicím algoritmem (v Perlu 5.8, v Javě nebo v GNU C Library).
Pro řazení na sekvenčních médiích se používají jiné algoritmy založené na slučování seřazených (pod)posloupností, které se ale nepovažují za řazení slučováním.